# Autostrada Batinah
L'autostrada di Batinah (in inglese Batinah Expressway), è un'autostrada dell'Oman. Ha origine ad ovest dell'agglomerato urbano della capitale come proseguimento dell'autostrada di Mascate e si sviluppa verso nord-ovest. Termina sullo svincolo tra la Strada Batinah Litoranea e la Strada nazionale 1 a 2 km dal valico di frontiera con gli Emirati Arabi Uniti.

## Tabella percorso
| Autostrada Batinah |                                                                              |       |      |                |
| Tipo               | Indicazione                                                                  | ↓km↓  | ↑km↑ | Governatorato  |
|                    | Autostrada di Mascate                                                        | 0,0   | ..   | Mascate        |
|                    | Strada Batinah Litoranea                                                     | ..    | ..   | Mascate        |
|                    | ...                                                                          | ..    | ..   | al-Batina Sud  |
|                    | ...                                                                          | ..    | ..   | al-Batina Sud  |
|                    | Strada nazionale 13 Barka - Nakhal                                           | 16,5  | ..   | al-Batina Sud  |
|                    | ....                                                                         | ..    | ..   | al-Batina Sud  |
|                    | Khatum                                                                       | ..    | ..   | al-Batina Sud  |
|                    | ...                                                                          | ..    | ..   | al-Batina Sud  |
|                    | ...                                                                          | ..    | ..   | al-Batina Sud  |
|                    | Strada nazionale 11 Al Musanaah - Rustaq                                     | 62,0  | ..   | al-Batina Sud  |
|                    | al-Suwayq                                                                    | ..    | ..   | al-Batina Nord |
|                    | ...                                                                          | ..    | ..   | al-Batina Nord |
|                    | Tawi Bedi Guish                                                              | ..    | ..   | al-Batina Nord |
|                    | ...                                                                          | ..    | ..   | al-Batina Nord |
|                    | ...                                                                          | ..    | ..   | al-Batina Nord |
|                    | Strada nazionale 9 - al-Khābūra                                              | 123,0 | ..   | al-Batina Nord |
|                    | Dogal                                                                        | ..    | ..   | al-Batina Nord |
|                    | ...                                                                          | ..    | ..   | al-Batina Nord |
|                    | Saham - Rawdah                                                               | ..    | ..   | al-Batina Nord |
|                    | Falaj Al Harth                                                               | ..    | ..   | al-Batina Nord |
|                    | Wadi Ahim                                                                    | ..    | ..   | al-Batina Nord |
|                    | Strada nazionale 8 per Sohar                                                 | ..    | ..   | al-Batina Nord |
|                    | Falaj Al Qaba'il Aeroporto di Sohar Strada nazionale 7 per Buraimi e al-'Ayn | 202,0 | ..   | al-Batina Nord |
|                    | Zona Industriale di Majan                                                    | ..    | ..   | al-Batina Nord |
|                    | Porto Industriale di Sohar Zona franca di Sohar                              | ..    | ..   | al-Batina Nord |
|                    | Liwa                                                                         | ..    | ..   | al-Batina Nord |
|                    | Turaif Haji                                                                  | ..    | ..   | al-Batina Nord |
|                    | Shinas                                                                       | ..    | ..   | al-Batina Nord |
|                    | Al Aqar Strada nazionale 5 per Dubai                                         | 252,0 | ..   | al-Batina Nord |
|                    | Khadhrawain Strada nazionale 3 per EAU                                       | ..    | ..   | al-Batina Nord |
|                    | Strada nazionale 1 per il confine di Stato Oman-EAU                          | ..    | ..   | al-Batina Nord |
|                    | Strada Batinah Litoranea                                                     | 272,0 | ..   | al-Batina Nord |